# 段实
段實（？—1282年）是段興智之弟，又叫段信苴日、段日、信苴实。蒙古轄下的第二位大理总管。1253年，蒙古军南下侵大理，围攻国都羊苴咩城。其随段兴智出城投降，蒙古将军兀良哈台释而不杀，仍命段氏家族主持当地政事。1255年其与叔父信苴福受命为平南先锋，与兀良哈台讨伐其余未平定地区。元中统二年（1261年），段兴智逝，段实入朝忽必烈。“袭总管，赐虎符，领大理、威楚（今楚雄）、鄯阐（今昆明）、统矢（今姚安）、会川（今会理）、建昌（今西昌）、腾越（今腾冲）等城，自万户以下皆受节制。”
至元二年（1265年），白族僧人舍利畏起兵抗元，眾達三十萬人，攻陷鄯阐、统矢、威楚等重鎮，段實與蒙古駐軍聯手平叛，在威楚、统矢击败舍利畏。同年秋，奉诏与都元帅也先出击起义军，大破舍利畏於安寧。夺回鄯阐、威楚、新兴（今玉溪）、石城（今曲靖）等重镇，平三十七部。至元三年，入觐元世祖，获赐金银、衣服、鞍勒、兵器。後於至元十一年（1274年），舍利畏再度起兵時，段實派遣刺客石买等化装为商人，將他暗殺。同年赛典赤·赡思丁出任云南行中书省平章政事，大理改设路，段實出任大理路总管，权限已被缩小。至元十四年（1277年），缅人出象骑数万，入掠金齿南甸（今德宏州梁河縣）一带，将袭大理，云南行省派段实和万户忽都领兵出援都元帅纳速剌丁，共同抵御，击败缅军对滇西的进攻，因功封为大理、蒙化等处宣抚使。至元十八年（1281年）段實与其子段庆再次入京朝觐，忽必烈嘉其功，晋其为大理、威楚、金齿等处宣慰使都元帅，并留段庆宿卫东宫。复拜其为云南诸路行中书省参知政事。
段实在大理對元朝盡忠的表現獲得忽必烈赞赏，对他「示至优之渥」，段實一如過往的大理統治者，篤信佛教，史稱他「留心內典，崇信三寶」。至元十九年（1282年）元朝廷诏其与右丞拜答儿从云南出征缅甸，行至金齿城（今保山地区）病逝。死後赐谥號武定，称武定郡公。另一说他卒于元成宗大德元年（1297年）。史界或以他为大理第一代总管。

## 延伸阅读
[在维基数据编辑]
 《元史·卷166》，出自宋濂《元史》
 《新元史/卷221》，出自柯劭忞《新元史》